# Bič

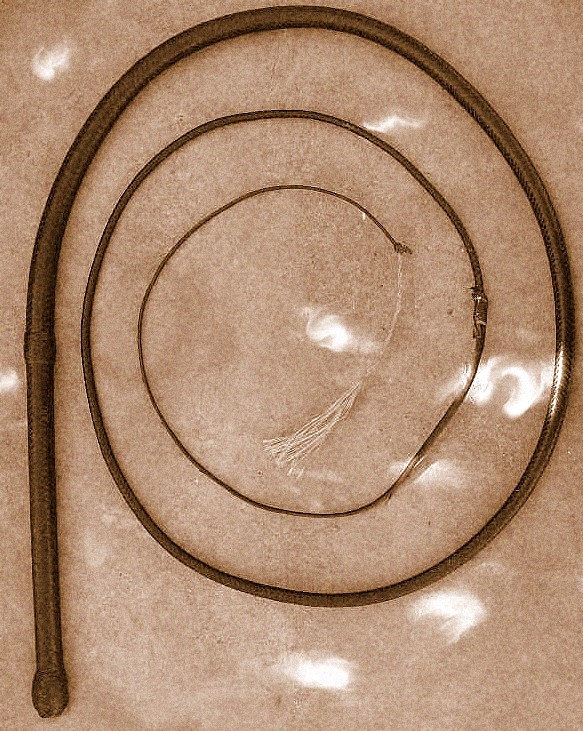
Bič

Bič je ruční pracovní nástroj, určený k ovládání dobytka. Biče se vyráběly prakticky po celém světě a podle způsobu užití vznikaly biče různé délky. Tím docházelo ke vzniku různých specializovaných bičů, které se pak vyvíjely nezávisle na ostatních druzích biče.
První biče vznikly již v neolitu a sloužily k lovu a chovu zvířat. Ve starověku se bič začal využívat i jako nástroj určený k trestání a posléze i mučení lidí. V této době také došlo k využití biče jako nástroje, kterým lze lidi (otroky) donutit k rychlejší práci.
Ve středověku se bič mimo zemědělství prosadil především v námořnictví, kde právě pomocí biče nutili dozorci galejníky k vyšším výkonům. Dále se pomocí biče vyslýchali odsouzenci.
Bič se někdy používal též jako magický nástroj. Práskáním biče se lidé snažili odehnat mračna a nepřízeň počasí, šlo tedy o podobnou praktiku, jakou je zvonění na mraky.
V dnešní době se bič především v Evropě, stává spíše sportovním náčiním, nebo bývá používán jako sexuální pomůcka, typicky v BDSM komunitách. V tomto případě se, ale jedná o bič, který zpravidla má s původním bičem velmi málo společného. Prakticky se v Evropě využívají pouze biče určené k výcviku šelem (cirkus) či koní. V ostatním světě je využití biče při pastevectví daleko rozšířenější, to platí nejen pro rozvojový svět, ale i např. pro Spojené státy americké.

## Symbolika
Již ve starověku se bič stal symbolem trestu a moci, proto bývá s bičem často vyobrazen egyptský faraon, který spolu se žezlem držívá bič nebo důtky (neheh). Ve starověkém Řecku bývá s bičem zobrazována bohyně spravedlnosti Nemesis.
Zdobený bič byl považován za odznak formanů.
Do heraldiky bič příliš nepronikl a je pravděpodobně pouze na znaku obce, která vyráběla biče – Metylovice, kde je kůň držící zlatý bič. Tento znak patří k novodobým znakům, tj. znaků vzniklých na základě nového zákona z r. 1998.

## Rozdělení bičů
Biče lze dělit podle několika základních vlastností, ani jeden z těchto způsobů není zcela vyčerpávající a ani jeden z těchto způsobů nepřevládá nad jiným. Vzhledem k délce používání biče a množství vzniklých bičů a jejich odlišnosti je nemožné najít nějaké přesné rozdělení. Nejčastěji bývají biče děleny podle konstrukce biče, způsobu, jak je bič používán, druhu ovládaného zvířete. Za méně častá dělení lze považovat např. dělení podle doby nebo místa vzniku, podle tvaru, způsobu výroby, materiálu nebo zdobení, atp., ačkoliv pokud se hovoří o určité skupině bičů, uplatňují se zpravidla právě tato dělení.
Bič se skládá z pevné části (bičiště) a volné části – těla biče (též švihle). Pod pojem bič ale spadají i nástroje, u nichž jedna z částí není přítomna – parkurový bičík, často používaný v BDSM, je tvořen pouze velmi pružným bičištěm (tenký kožený plátek na konci, zvaný hlídač, energii úderu nepřenáší), „hadí“ honácké biče naopak bičiště nemají vůbec.

## Práskání bičem
K charakteristickému prásknutí biče dochází, pokud koneček těla biče (tzv. práskačka) překoná rychlost zvuku – a vyvolá rázovou vlnu, nastává pak tzv. akustický třesk.
Bič je tak první lidský nástroj schopný překonat rychlost zvuku.